# Silkerode

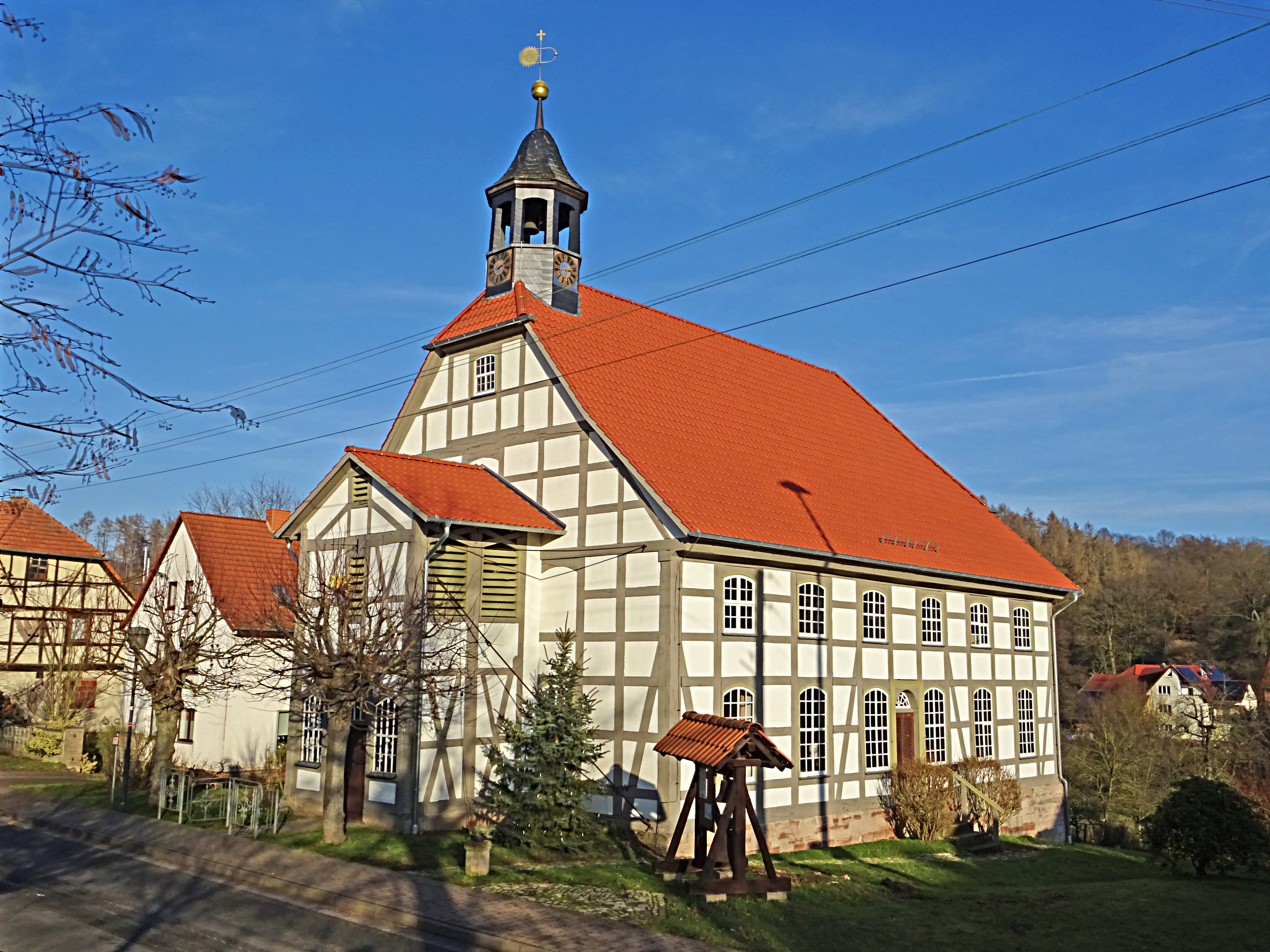
Silkeroder St. Nicolai-Kirche (2020)

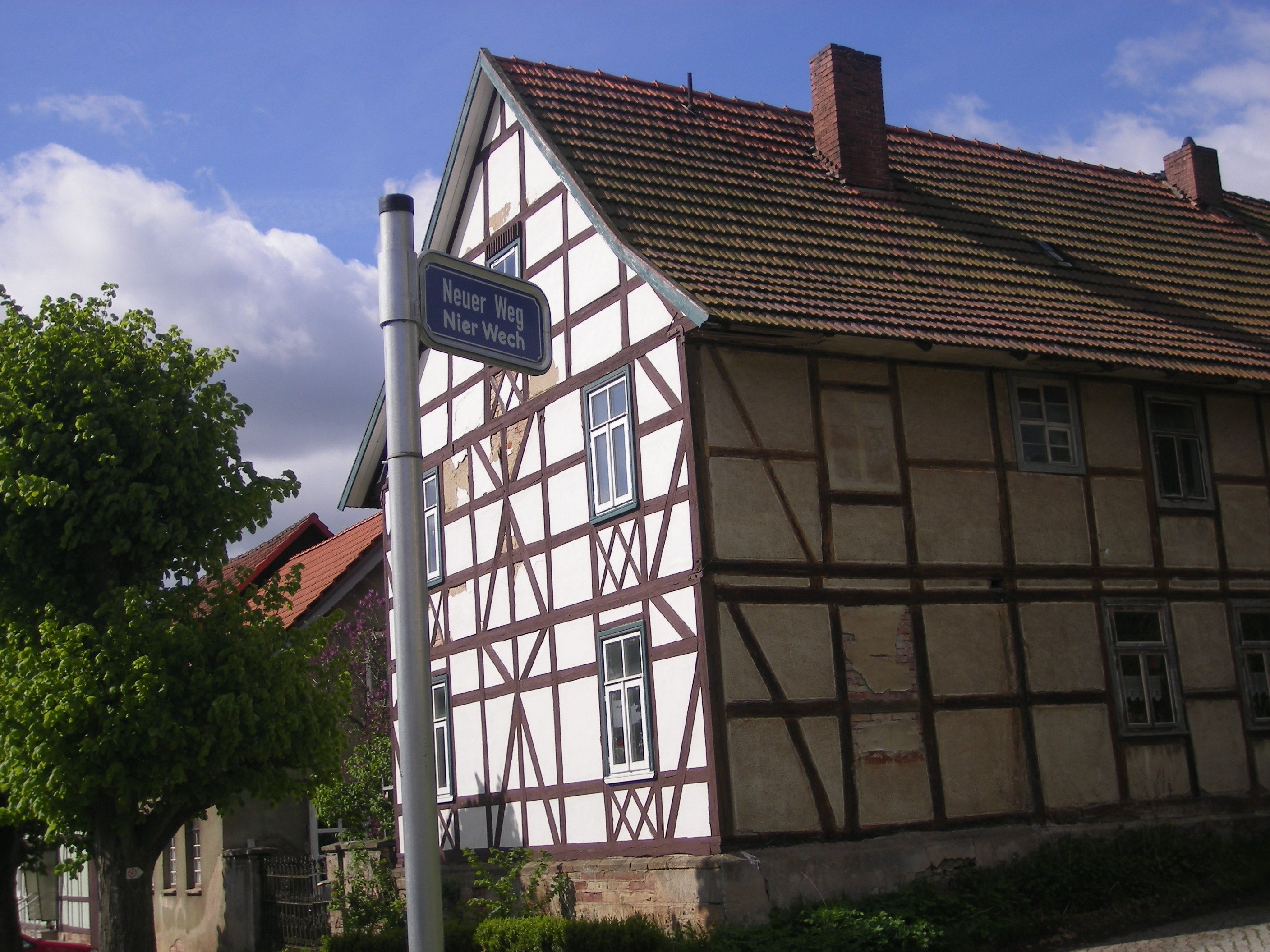
Zweisprachige Straßenschilder

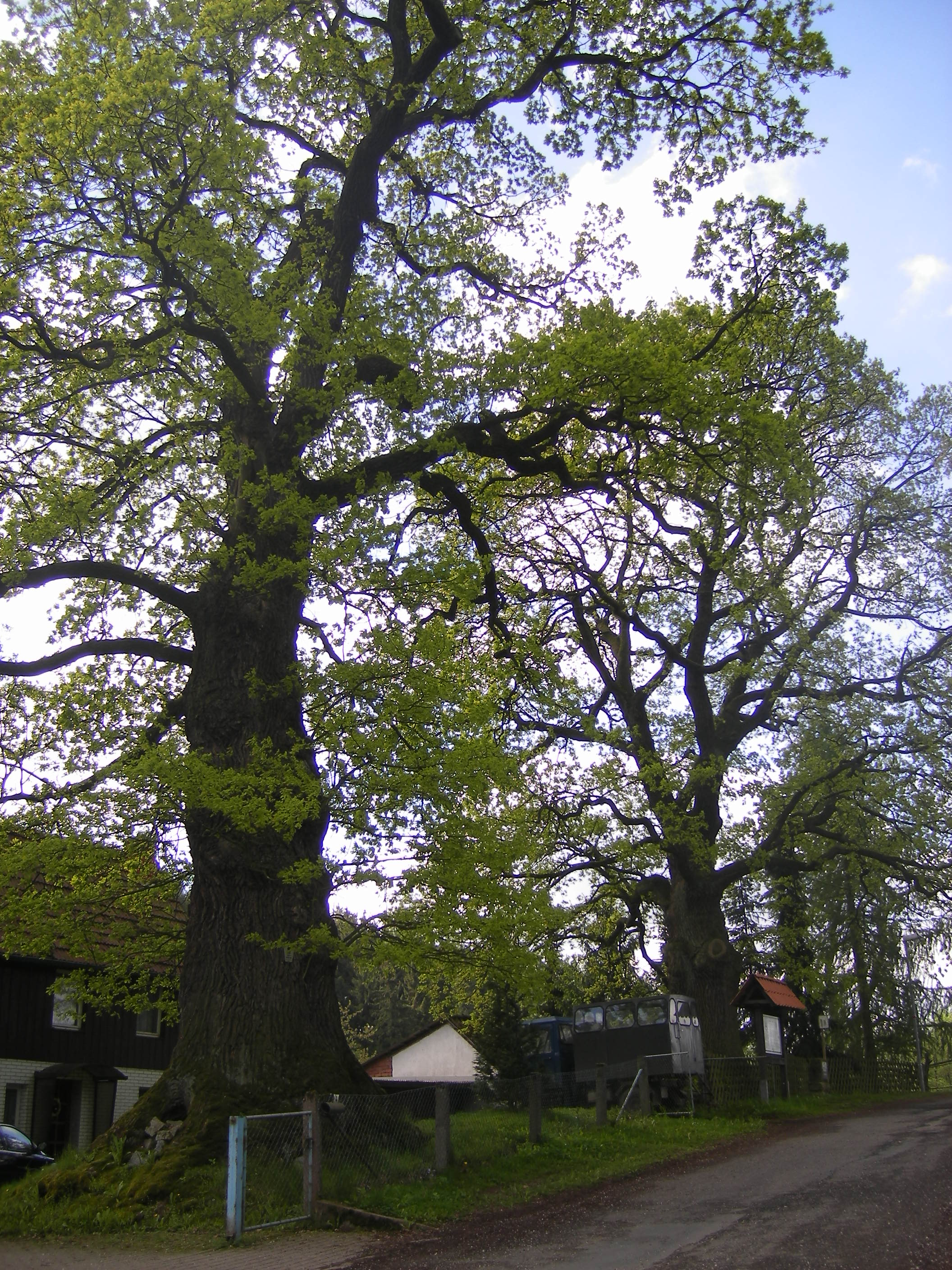
Goethe-Eichen (2010)

Silkerode ist ein Dorf im thüringischen Landkreis Eichsfeld. Es ist eines der wenigen Dörfer im Landkreis Eichsfeld, die nicht zum historischen Eichsfeld gehören. Seit dem 1. Dezember 2011 ist die vormals selbständige Gemeinde ein Ortsteil der Landgemeinde Sonnenstein.

## Geografie
Silkerode ist der am nördlichsten gelegene Ort im Landkreis Eichsfeld. Er liegt im südlichen Vorland des Harzes in einem Nebental der Weilroder Eller als Straßendorf am Bachlauf der Silke.

## Geschichte
Silkerode wurde 1358 erstmals urkundlich erwähnt, als ein Johannes Sylkerad in Nordhausen genannt wurde. 1596 gab es in Silkerode ein Vorwerk der Herren von Allerberg, im Ort wohnten damals aber noch keine Junker. Später gab es im Dorf den Ober- und den Unterhof der Herren von Minnigerode. Als Teil des Gerichts Allerburg gelangte der Schwarzburg-Sondershäuser Ort 1815 an das Königreich Preußen zum Landkreis Worbis.
Das Dorf unterstand 1840 den Freiherren von Minnigerode und hatte 674 evangelische und 6 katholische Einwohner. Im Ort befanden sich drei minnigerodische Güter, zwei Vorwerke und eine Unterförsterei. Wirtschaftlich gab 5 Wirte, 5 Schneider, 2 Drechsler, 2 Hufschmiede und je 1 Böttcher, Fleischer, Schuhmacher, Tischler, Hausschlachter, Holzhändler und 47 Leinenwebstühle. Die Flur umfasste 1672 Morgen Ackerland und Wüstland in Dreifelderwirtschaft, Gärten, Wiesen und Wald. Zur landwirtschaftlichen Viehzucht gehörten 77 Pferde, 193 Rindviecher, 488 Schafe, 28 Ziegen, 118 Schweine und Geflügel.
Im Zweiten Weltkrieg mussten über 40 polnische Zwangsarbeiter im Gut des Freiherrn von Minnigerode arbeiten.
Am 1. Dezember 2011 schloss sich die Gemeinde Silkerode mit sieben anderen Gemeinden der Verwaltungsgemeinschaft Eichsfeld-Südharz zur Landgemeinde Sonnenstein zusammen.

### Wappen
Blasonierung: „Gespalten von Silber und Rot mit goldenem Schildhaupt; vorn ein rotes Eichenblatt, hinten ein  silberner nach rechts gebogener Haken; das Schildhaupt mit einem blauen  Wellenbalken belegt.“
Der Wellenbalken steht für das Flüsschen Silke, das die Ortslage durchfließt und namensgebend für den Ort war. Der silberne Haken in rotem Felde zitiert das Familienwappen derer von Minnigerode, die Besitzungen in der Ortschaft hatten. Der hohe Eichenbestand im Ort wird durch das Eichenblatt symbolisiert.

### Einwohnerentwicklung
Entwicklung der Einwohnerzahl (31. Dezember):
| - 1994: 413 - 1995: 414 - 1996: 421 - 1997: 422 - 1998: 421 - 1999: 420 | - 2000: 427 - 2001: 429 - 2002: 431 - 2003: 433 - 2004: 422 - 2005: 418 | - 2006: 432 - 2007: 440 - 2008: 433 - 2009: 438 - 2010: 423 |

Datenquelle: Thüringer Landesamt für Statistik

## Bürgermeister
Seit dem 1. August 2024 ist Adrian Walter der Bürgermeister der Ortschaft Silkerode.

## Sehenswürdigkeiten
- Die evangelische Kirche St. Nicolai wurde im Jahre 1819 in Fachwerkbauweise errichtet. Voraus ging am 6. Februar des gleichen Jahres eine Anweisung zum Neubau eines Gotteshauses vom preußischen Staat. Im Jahr 1856 erhielt das Gebäude eine Orgel, das Glockenhaus wurde 1885 errichtet. Eine Kirchturmuhr wurde 1907 angebracht.

- Am Westrand des Dorfes steht das 1792 erbaute Mausoleum und Erbbegräbnis der Familie von Minnigerode.[7]
- Das Pfarrhaus, das ebenfalls in Fachwerkbauweise errichtet wurde, stammt aus dem Jahr 1849, seitdem dient es als Wohnung des Pfarrers. Zum Gebäudebestand gehören außerdem ein Backhaus und eine Scheune.
- Die erste Harzreise des Dichters Johann Wolfgang von Goethe führte ihn am 13. Dezember 1777 auch durch Silkerode.[8] Durch diesen Umstand erhielten zwei Stieleichen, deren Alter auf 400 bis 500 Jahre geschätzt wird[9], ihren Namen. Die stärkere der beiden Eichen hatte 2015 einen Brusthöhenumfang von 7,10 m.[10] Zu Goethes 250. Geburtstag wurde hier am 28. August 1999 ein Gedenkstein neu errichtet.[8] 2022 musste eine der Goethe-Eichen gefällt werden.[10]
- In Silkerode gibt es aufgrund der Zugehörigkeit zum plattdeutschen Sprachraum (Eichsfelder Platt) zweisprachige Straßenschilder, zum Beispiel Neuer Weg und Nier Wech.
- Das Ortsbild wird von zahlreichen Fachwerkhäusern geprägt.

## Persönlichkeiten
- Georg Ludwig von Dalwig (1725–1796), preußischer General der Kavallerie, Chef des Kürassier-Regiments Nr. 12 sowie Ritter des Pour le Mérite und des Schwarzen Adlerordens
- Friedrich-Ludwig Urban (1806–1879), Tierarzt, Freireligiöser und Barrikadenkämpfer
- Heinrich Christian Steinmann (1820–1902), Kammermusiker
- Bernhard von Minnigerode (1852–1910), Reichstagsabgeordneter von 1890 bis 1893